# Evànguelos Venizelos
Evànguelos Venizelos (en grec: Ευάγγελος Βενιζέλος que es pronuncia [eˈvaɲɟelos veniˈzelos]; Tessalònica, 1 de gener de 1957) és un advocat i polític grec, membre del PASOK. L'octubre de 2009, esdevingué ministre de Defensa dins el govern Papandreu.
Arran de la pressió popular, el 17 de juny de 2011, Evànguelos Venizelos va ser nomenat ministre d'Hisenda i vicepresident del govern, en el marc d'una reorganització ministerial del govern Papandreu, càrrec que va conservar en el govern Papadimos fins a la seva dimissió el 19 de març de 2012.
Va ser el candidat del PASOK a les eleccions legislatives gregues de 2012 durant les quals va obtenir els resultats més baixos que no havia conegut mai el partit des de la seva creació.